# 黃文煒
黃文煒（？—？），字德華，號景雲，江西建昌府南城縣人，民籍，明朝政治人物。

## 生平
嘉靖四十年（1561年）辛酉科江西鄉試第一名舉人。嘉靖四十一年（1562年）中式壬戌科會試第八十八名，三甲第三十二名進士。授上海縣知縣。以劳瘁成疾，年未三十而卒。死后贫不能殓，推官陳懋觀署县事，出钱料理。

## 家族
曾祖黃日新；祖父黃愈清；父黃季融，母馮氏；繼母彭氏。重庆下。弟文燧、文燿。